# Gaius Duilius

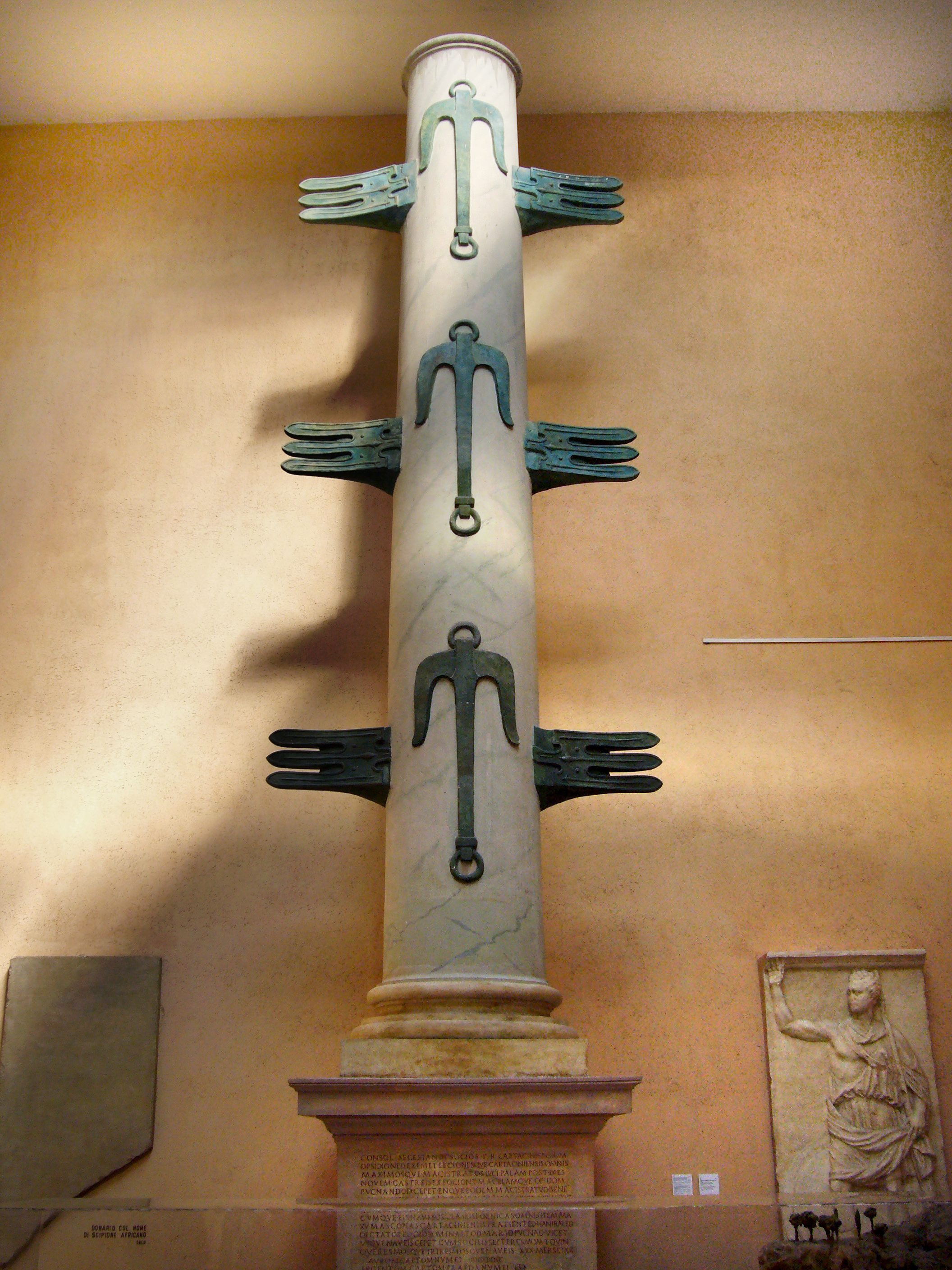
Colonna rostrata.

Gaius Duilius var en romersk politiker och militär. 
Duilius var konsul 260 f.Kr. Han förde den ännu vid sjöstrider mindre vana romerska flottan mot kartagerna och vann över dem, till följd därav att han genom klokt begagnande av äntringsbryggor förvandlade sjöstriden till ett slags landstrid, en avgörande seger vid Mylae. Fördenskull erhöll han triumfens utmärkelse och den särskilda hedersbevisningen att, när han återvände från något gästabud, beledsagas av en fackelbärare och en flöjtblåsare. En minnesvård, den så kallade Columna rostrata (pelare med avbildning av skeppssnablar), restes på Forum i Rom till förhärligande av hans seger. Den förvaras ännu på Capitolium. Inskriften anses dock härröra från en senare tid.